# Jean Narquin
Jean Narquin, né le 1er avril 1922 à Champvert (Nièvre) et mort le 11 juin 2003 à Angers (Maine-et-Loire), est un homme politique français. Chirurgien-dentiste de profession, il est un ancien résistant et député gaulliste de Maine-et-Loire.

## Biographie
Père de Roselyne Bachelot-Narquin, de Françoise Bardy-Narquin et de Jean-Yves Narquin, il était marié à Yvette Le Dû.
Il meurt le 11 juin 2003 à Angers.

## Détail des mandats
- Conseiller municipal d'Angers
- Député (UNR, UDR puis RPR) de Maine-et-Loire (1re circonscription) de 1968 à 1988.

## Distinction
- Officier de la Légion d'honneur[4] (2002) ; chevalier en 1993